# Daugavas stadions (Riga)
Daugavas stadions je lotyšský víceúčelový stadion s atletickou dráhou, který se nachází ve městě Riga. Je domácím hřištěm lotyšského fotbalového klubu FK Metta a do roku 2000 (než byl vystavěn Skonto stadions) také lotyšské fotbalové reprezentace. Má kapacitu 5 683 míst, v minulosti to bylo 10 000 míst, ale po demolici tribuny se kapacita snížila. Otevřen byl roku 1958.
Osvětlení má intenzitu 1 200 luxů.